# Fundação Nacional do Índio
La Fundação Nacional do Índio (Funai) és un òrgan indigenista oficial de l'Estat brasiler. Va ser creada per la Llei 5.371, del 5 de desembre de 1967. És vinculat al Ministeri de Justícia i Seguretat Pública. La seva missió és coordinar i executar les polítiques indígenes del govern federal, protegint i promovent els drets dels pobles indígenes. Funai també és responsable d’identificar, delimitar, delimitar, regularitzar i registrar les terres ocupades per les nacions indígenes, promoure polítiques dirigides al desenvolupament sostenible de les poblacions indígenes i reduir els possibles impactes ambientals promoguts per agents externs en aquestes terres; a més de proporcionar als pobles indígenes un accés diferenciat als drets socials i ciutadans, com ara el dret a la seguretat social i l'educació escolar indígena.

## Història

### Serviço de Proteção ao Índio
El 1910, fou creat el Serviço de Proteção ao Índio (SPI) sota la direcció del mariscal brasiler Cândido Rondon. Rondon va crear el lema de la fundació: "Morra se necessário, mas nunca mate". A partir del seu positivisme, Rondon amb la creença que els indis haurien de poder desenvolupar-se al seu propi ritme. Amb l’ajut i la protecció de l’Estat, finalment s'integrarien a la societat moderna. El SPI va començar llavors la seva missió de "pacificar" les comunitats indígenes, establint llocs als seus territoris per promoure la comunicació i la protecció. Els esforços es van trobar inicialment amb l'oposició i l'hostilitat de grups indígenes; es van informar d'agents SPI que van ser atacats i morts per fletxes. Durant els anys cinquanta i seixanta, els funcionaris de l’SPI van ser denunciats en casos de corrupció. El 1967, van ser acusats de perversió sexual, abús i massacre de tribus senceres amb la introducció de malalties i pesticides, cosa que va provocar protestes internacionals per la dissolució de l'SPI. Després de l'extinció, es va crear FUNAI per assumir les responsabilitats de l'SPI i reparar els danys causats per la corrupció.

### Creació de FUNAI
El 1967 fou creada FUNAI com a successora de l'SPI, sota la presidència de José de Queiroz Campos. El 19 de desembre de 1973 es va promulgar la Llei 6.001, coneguda com a Estatuto do Índio que formalitzava les polítiques que adoptarà Funai per a la protecció de les poblacions indígenes, desenvolupades principalment per en Sydney Possuelo.
Amb la promulgació de la Constitució federal de 1988, l'Estat es va fer responsable de la protecció de les manifestacions culturals, incloses les dels pobles indígenes, garantint "el ple exercici dels drets culturals" en el primer paràgraf de l'article 215.
El Decret 7747 de 5 de juny de 2012 va establir la Política Nacional de Gestió Territorial i Ambiental de les Terres Indígenes (PNGATI), que detalla un conjunt de polítiques i accions a llarg termini dirigides a "garantir i promoure la protecció, recuperació, conservació i ús sostenible recursos naturals de les terres i territoris indígenes."

### Contacte amb tribus aïllades
El Departament Central per a Indis Aïllats i Indis Contactats Recentment, creat per en Sydney Possuelo, és una divisió dins de FUNAI per gestionar els tractes amb tribus indígenes aïllades. L’article 231 de la Constitució de 1988 expressa els drets dels pobles indígenes a preservar la seva cultura, tradicions i costums; ja que el contacte amb la societat dominant podria posar en perill la cultura de les tribus aïllades, FUNAI realitza esforços per mantenir l'aïllament d'aquestes tribus. La divisió CGIIRC és responsable de protegir les zones amb tribus aïllades conegudes del contacte exterior, ja que el contacte exterior podria propagar malalties a les comunitats indígenes. El Departament està present a 12 regions de la regió amazònica del Brasil i gairebé totes les tribus conegudes i no contactades del Brasil resideixen en terres ja delimitades. FUNAI té registres de la presència d’uns 107 indis aïllats.

### Govern de Bolsonaro (2019 -)
Hores després d’haver pres possessió del càrrec com a president l'1 de gener de 2019, Jair Bolsonaro va publicar en una edició extra del Butlletí Oficial una Medida provisória (MP) que passava la demarcació de terres indígenes i quilomboles al Ministeri d’Agricultura, Ramaderia i Subministrament. No obstant això, en convertir la mesura en llei núm. 13.844, del 18 de juny de 2019, el Congrés Nacional va eliminar les seccions que alteraven les demarcacions de terres indígenes i quilomboles.
El maig del 2019, el Senat va aprovar, per 70 vots a favor i quatre en contra, l’informe de la Mesura Provisional (MP) 870/2019. L'informe no va canviar el text de la Cambra de Diputats i va retornar Funai i les demarcacions de terres indígenes al Ministeri de Justícia i Seguretat Pública.
El gener de 2020, mitjançant l’Ordenança núm. 167, l’aleshores president de Funai, Marcelo Augusto Xavier da Silva, va canviar la posició de coordinador general d’indis aïllats i de contacte recent a una posició DAS 4. Aquest canvi es va fer canviant un element dels estatus de la Funai i, d’aquesta manera, es pot admetre en el càrrec a persones de fora del sector públic. Fins aleshores, aquest càrrec era una funció per encàrrec del sector públic, que només podia ocupar un funcionari públic sota concurs públic.
El febrer de 2020, el govern de Jair Bolsonaro va nomenar el pastor i ex missioner evangèlic Ricardo Lopes Dias al càrrec de Coordinador General d'Indis Aïllats i de Contacte Recent. Lopes Dias és lligat a la Missão Novas Tribos do Brasil (MNTB), organització missionera fundada als Estats Units i coneguda entre les organitzacions indígenes per forçar el contacte amb grups que van optar per viure aïllats i intentar evangelitzar-los. Fins i tot abans del nomenament, diverses organitzacions vinculades al moviment indígena, així com empleats i tècnics de Funai, es van oposar a la nominació de Lopes Dias per aquest càrrec. Pocs dies després del nomenament, la Fiscalia Federal va demanar al Tribunal que suspengués en una ordre judicial el nomenament, així com la revocació del nomenament i el canvi de la normativa interna, però es va denegar la instrucció preliminar.